# الخاندرو دوریا
الخاندرو دوریا (اسپانیایی: Alejandro Doria‎؛ ۱ نوامبر ۱۹۳۶ – ۱۷ ژوئن ۲۰۰۹) یک کارگردان فیلم، و فیلم‌نامه‌نویس اهل آرژانتین بود.
فیلم  دست‌ها  محصول ۲۰۰۶ میلادی این کارگردان به عنوان یکی از ۱۰ فیلم بخش بین‌الملل بیست‌وهفتمین دوره جشنواره فیلم فجر از نگاه تماشاگران و بخش «در جستجوی حقیقت» این جشنواره به نمایش درآمد.